# Уббинк, Деслей
Деслей Петрюс Корнелис Уббинк (нидерл. Desley Petrus Cornelis Ubbink; род. 15 июня 1993, Розендал, Нидерланды) — нидерландский футболист, полузащитник румынского клуба «Бихор».

## Карьера
В 2014 году подписал контракт с казахстанским клубом «Тараз» по приглашению тренера Арно Пайперса. В 2015 году перешёл в карагандинский «Шахтёр». В чемпионате Казахстана 2016 года забил 6 мячей. В ноябре 2016 года стал игроком словацкого клуба «Тренчин».